# Kodomo no jikan
Kodomo no jikan (こどものじかん? lett. "L'ora dei bambini") è un manga scritto e disegnato da Kaworu Watashiya da cui successivamente è stata tratta una serie televisiva anime.
La storia si svolge attorno ad un insegnante ventitreenne delle scuole elementari di nome Aoki Daisuke che si troverà immediatamente faccia a faccia con una sua alunna di nove anni, Rin Kokonoe, che a prima vista è davvero innamorata di lui.
Il manga è inizialmente stato pubblicato in serie sulla rivista giapponese di manga seinen Comic High! il 22 maggio 2005 ed in seguito pubblicato in tankōbon da Futabasha. La Seven Seas Entertainment ha avuto l'autorizzazione a pubblicare il manga in lingua inglese con il titolo Nymphet, ma è stato in seguito deciso di non pubblicare più i volumi a causa di varie controversie riguardanti i contenuti del manga per via di alcuni suoi contenuti a sfondo Lolicon.
L'anime tratto da Kodomo no jikan è iniziato ad andare in onda in Giappone l'11 ottobre 2007 con una forte censura di parte dei suoi contenuti ed è infine stata eliminata dai palinsesti di varie reti televisive.

## Trama
La storia di Kodomo no jikan ruota attorno ad un maestro di nome Aoki Daisuke di ventitré anni appena assunto alla scuola elementare Futatsubashi (双ツ橋 小学校?, Futatsubashi Shōgakkō). Daisuke è l'insegnante della classe 3ª sezione 1, ed una dei suoi alunni, una pericolosa ragazzina di nome Rin Kokonoe, prende una cotta per lui tanto da dichiararsi la sua fidanzata. Così Rin fa di tutto per restare insieme al suo “sensei” nonostante il fatto che lui potrebbe perdere il lavoro.

## Personaggi
Daisuke Aoki (青木 大介?, Aoki Daisuke)
Seiyū: Junji Majima
Daisuke è il protagonista della storia. Lavora come maestro di una scuola elementare ed insegna nella classe 3ª sezione 1.
Rin Kokonoe (九重 りん?, Kokonoe Rin)
Seiyū: Eri Kitamura
Rin è una ragazzina di terza elementare, terribilmente precoce, che si innamora del suo insegnante. Ha vissuto un passato turbolento e ne è schiava più di quanto si creda (la madre è morta e il padre ha abbandonato la madre prima della sua nascita). Ha deciso che Aoki-sensei sarà suo e fa di tutto perché lui si innamori di lei.
Kuro Kagami (鏡 黒?, Kagami Kuro)
Seiyū: Kei Shindō
Kuro è una delle amiche di Rin. È una bambina precoce, quasi quanto Rin, e viziata, figlia di famiglia benestante. È segretamente innamorata di Rin, anche se l'unica che sembra accorgersi del suo amore non corrisposto sembra essere Mimi. Vede quindi Aoki come il suo rivale in amore.
Mimi Usa (宇佐 美々?, Usa Mimi)
Seiyū: Mai Kadowaki
L'altra amica di Rin. Mimi è una bambina intelligente, quieta ed insolitamente ben sviluppata per la sua età. Era stata pesantemente maltrattata dall'insegnante precedente ad Aoki e, per proteggersi, aveva smesso di andare a scuola. Proprio Aoki riesce a convincerla a tornare a scuola. Soffre perché non le viene dato l'affetto e l'attenzione che merita. È segretamente innamorata di Reiji.
Kyōko Hōin (宝院 京子?, Hōin Kyōko)
Seiyū: Ryōko Tanaka
Una giovane e ben dotata maestra, collega e amica di Aoki. Se ne prende cura perché lui è ancora nuovo del mestiere ed ha una grossa cotta per lui, cerca così varie volte di uscire con lui, ma il più delle volte viene interrotta da qualche evento che per lo più è messo in scena da Rin.
Reiji Kokonoe (九重レイジ?, Kokonoe Reiji)
Seiyū: Tomokazu Sugita
Tutore e parente di Rin, in quanto cugino di primo grado della madre. Ha un passato piuttosto burrascoso. Lui e Rin condividono una relazione molto stretta, quasi come padre e figlia. Dopo la morte dei suoi genitori, con i quali aveva un rapporto quanto meno discutibile, viene accolto in casa da Rin e da sua madre Aki, con la quale per un breve periodo di tempo vive una bella storia d'amore, fino alla sua prematura scomparsa. Dopo la morte di Aki diventa il tutore ufficiale di Rin, è molto protettivo nei suoi confronti ed odia profondamente Aoki, perché lo ritiene un pedofilo a cui Rin presta eccessive attenzioni. Col progredire della storia diventa chiaro che non è riuscito a superare la morte della sua amata e che ha intenzione di far prendere a Rin, una volta cresciuta, il posto della madre.

## Media

Scena censurata nel primo episodio, dove le bambine alzavano le loro gonne

### Manga
Il manga di "Kodomo no jikan", scritto e disegnato da Kaworu Watashiya, è stato prima pubblicato sulla rivista giapponese Comic High! a partire dal 22 maggio 2005, poi è stato pubblicato da Futabasha. Fino ad ora, in Giappone sono stati pubblicati undici volumi unici.

### Anime
Era stato programmato che la serie anime tratta dal manga, diretta da Eiji Suganuma e prodotta dallo studio d'animazione Studio Barcelona, fosse mandata in onda in Giappone l'11 ottobre 2007, ma TV Saitama lo ha cancellato dalla programmazione. In seguito a questo due altre stazioni TV giapponesi, Mie TV and Tokai TV, hanno cancellato l'anime dal proprio programma. Tokai TV, già implicata nelle controversie riguardo alla serie Higurashi no naku koro ni kai ed i recenti avvenimenti che hanno visto ragazzi coinvolti in reati molto simili a quelli perpetuati nell'anime suddetto. Chiba TV ed il KBS Kyoto avevano anche programmato di mandare in onda "Kodomo no jikan", e l'anime è andato in onda in Giappone per la prima volta il 12 ottobre 2007. Tuttavia alcune parti degli episodi sono stati severamente censurati da riquadri che ricoprivano larghe parti dello schermo, fino a censurare intere sequenze audio e video. Anche un OAV, Original Video Animation, è stato pubblicato il 12 settembre 2007 ed è stato disponibile sul sito ufficiale dell'anime assieme ad una versione limitata del quarto volume del manga.